# نورمان جوزيف
نورمان جوزيف (بالإنجليزية: Norman Joseph)‏ هو مدير فني أمريكي، ولد في 28 ديسمبر 1954 في فيكسبيرغ في الولايات المتحدة.